# Góra Kozacka (Gdańsk)
Góra Kozacka – wzniesienie morenowe o wysokości 75,4 m n.p.m. w Gdańsku Ujeścisku. Obecnie wzniesienie nie ma prawnie unormowanej nazwy, jednak na przedwojennych mapach polskich i niemieckich występuje pod nazwą Kosaken Berg z wysokością 76,7 m n.p.m., w dowolnym tłumaczeniu "Góra Kozaków", "Kozacka Góra", "Kozacza Góra", "Góra Kozacka" itd. Wiele z tych nazw używanych jest w stosunku do tego wzniesienia potocznie.
Nazwa pochodzi od Kozaków, którzy wraz z udziałami rosyjskimi oblegali Gdańsk w pierwszej połowie XIX wieku (zob. oblężenie Gdańska (1813)). Obecnie (od 2013) na wzniesieniu usytuowana jest stalowa wieża widokowa o wysokości 17 m. Na wschód od wzniesienia, w odległości ok. 400 m znajduje się skrzyżowanie ul. Świętokrzyskiej i al. Vaclava Havla.